# كارثة جين (فلم)
كارثة جين (بالإنجليزية: Calamity Jane) هو فيلم تم إنتاجه في الولايات المتحدة وصدر في سنة 1953.

## بطولة
- دوريس داي

### ترشيحات وجوائز
| السنة | الحدث  | الفئة       | النتيجة  |
| ----- | ------ | ----------- | -------- |
|       | أوسكار | أفضل أغنيةف | فـــــوز |

## الميزانية والإيرادات
حقق أرباحا تقدر بـ 2.5 مليون دولار (U.S.).

## وصلات خارجية
- مقالات تستعمل روابط فنية بلا صلة مع ويكي بيانات